# Pravist Mishra
Pravisht Mishra (Prayagraj, 5 settembre 2003) è un attore indiano noto per aver recitato in Barrister Babu, interpretando Anirudh Roy Choudhary e Yuvan Singh Rathod in Banni Chow Home Delivery.

## Biografia
Pravisht Mishra nasce a Prayagraj, in Uttar Pradesh, per poi crescere Mumbai, città ufficiale dell'India.
Ha iniziato la sua carriera come figlio dell'ispettore Khare nel film Shabri del 2011. Nel 2013, ha fatto il suo debutto televisivo con un ruolo minore di teenager Devadatta nella serie TV ZEE Buddha. Nel 2014 è apparso come il principe Uttar nella serie mitologica di Starplus Mahabharat. È poi apparso in alcuni altri spettacoli mitologici come Siya Ke Ram dove ha interpretato il giovane Bharatha e in Suryaputra Karn come il giovane Yudhistir.
Nel 2018, Mishra ha recitato nel ruolo di protagonista come Sahil Sanklecha in Mangalam Dangalam della Sony TV. Dal 2019 al 2020 ha interpretato il ruolo di Pulkit Rastogi nella serie televisiva di Star Plus Kahaan Hum Kahaan Tum. Mishra ha fatto una svolta nella sua carriera interpretando il ruolo principale di Anirudh Roy Choudhary nello spettacolo di Colors Barrister Babu. Attualmente, è visto interpretare il ruolo principale di Yuvan Singh Rathod nello spettacolo Star Plus Banni Chow Home Delivery.

## Filmografia

### Cinema
| Anno | Titolo | Ruolo                       | Note   |
| ---- | ------ | --------------------------- | ------ |
| 2011 | Shabri | Figlio dell'ispettore Khare | Cammeo |

### Televisione
| Anno      | Titolo                          | Ruolo                            | Appunti                           | Rif.   |
| --------- | ------------------------------- | -------------------------------- | --------------------------------- | ------ |
| 2013      | Budda                           | Adolescente Devadatta            |                                   | [ 10 ] |
| 2013      | Mahabharat                      | Giovane Kripacharya              | Cammeo                            |        |
| 2014      | Mahabharat                      | Rajkumar Uttara                  | Ruolo ricorrente                  |        |
| 2014      | CID                             | Hiten                            |                                   |        |
| 2015      | Siya Ke Ram                     | Il giovane Bharata               | Ruolo ricorrente                  |        |
| 2015      | Suryaputra Karn                 | Il giovane Yudhishthira          | Ruolo ricorrente                  |        |
| 2015      | Ahat                            | Ragù                             | Stagione 6                        |        |
| 2015      | Dilli Wali Thakur Gurls         | L'ammiratore di Eshu             | Cammeo                            | [ 11 ] |
| 2016      | Baal Veer                       | Ragazzo razzo                    | Cammeo                            |        |
| 2016      | Savdan India                    | Aditya                           |                                   |        |
| 2017      | Peshwa Bajirao                  | Il giovane Shivaji II            | Ruolo ricorrente                  |        |
| 2017      | Dhhai Kilo Prem                 | Tushar                           | Ruolo ricorrente                  |        |
| 2017      | Sì Zindagi                      | Qasim                            | Episodio 45                       |        |
| 2018      | Kaun Hai?                       | Kunwar Veer Pratap Singh Rathore | Episodio: "L'erede di Dhawalgarh" | [ 12 ] |
| 2018–2019 | Mangalam Dangalam               | Sahil Saklecha                   |                                   |        |
| 2019-2020 | Kahaan Hum Kahaan Tum           | Dott. Pulkit Rastogi             | Ruolo ricorrente                  |        |
| 2020-2021 | L'avvocato Babu                 | L'avvocato Anirudh Roy Choudhary |                                   | [ 13 ] |
| 2020-2021 | L'avvocato Babu                 | Batuk Roy Choudhary              |                                   | [ 13 ] |
| 2022-2023 | Banni Chow Consegna a domicilio | Yuvan Singh Rathod               |                                   | [ 14 ] |
| 2022      | Ravivaar Con Stella Parivaar    | Yuvan Singh Rathod               | Episodio 1/6/7/9/12/13/14/15/16   | [ 15 ] |

### Serie web
| Anno | Titolo  | Ruolo                  | Appunti    | Rif.   |
| ---- | ------- | ---------------------- | ---------- | ------ |
| 2018 | Afarano | Il figlio del ministro | Episodio 1 | [ 16 ] |

## Premi e nomination
| Anno | Premio                                              | Categoria                | Lavoro                          | Rif.   |
| ---- | --------------------------------------------------- | ------------------------ | ------------------------------- | ------ |
| 2022 | 22ª edizione degli Indian Television Academy Awards | Attore popolare - Dramma | Banni Chow Consegna a domicilio | [ 17 ] |